# Населённые пункты Фолклендских островов
По официальным данным 2012 года, на Фолклендских островах (заморская территория Великобритании, оспариваемая Аргентиной) было более 20 населенных пунктов с населением более 20 жителей. В единственном городе, столице страны Стэнли, проживало более 2 тысяч человек, то есть почти 83 % всех жителей территории, остальная часть — в поселениях с населением менее 50 человек.

## Список крупнейших населённых пунктов

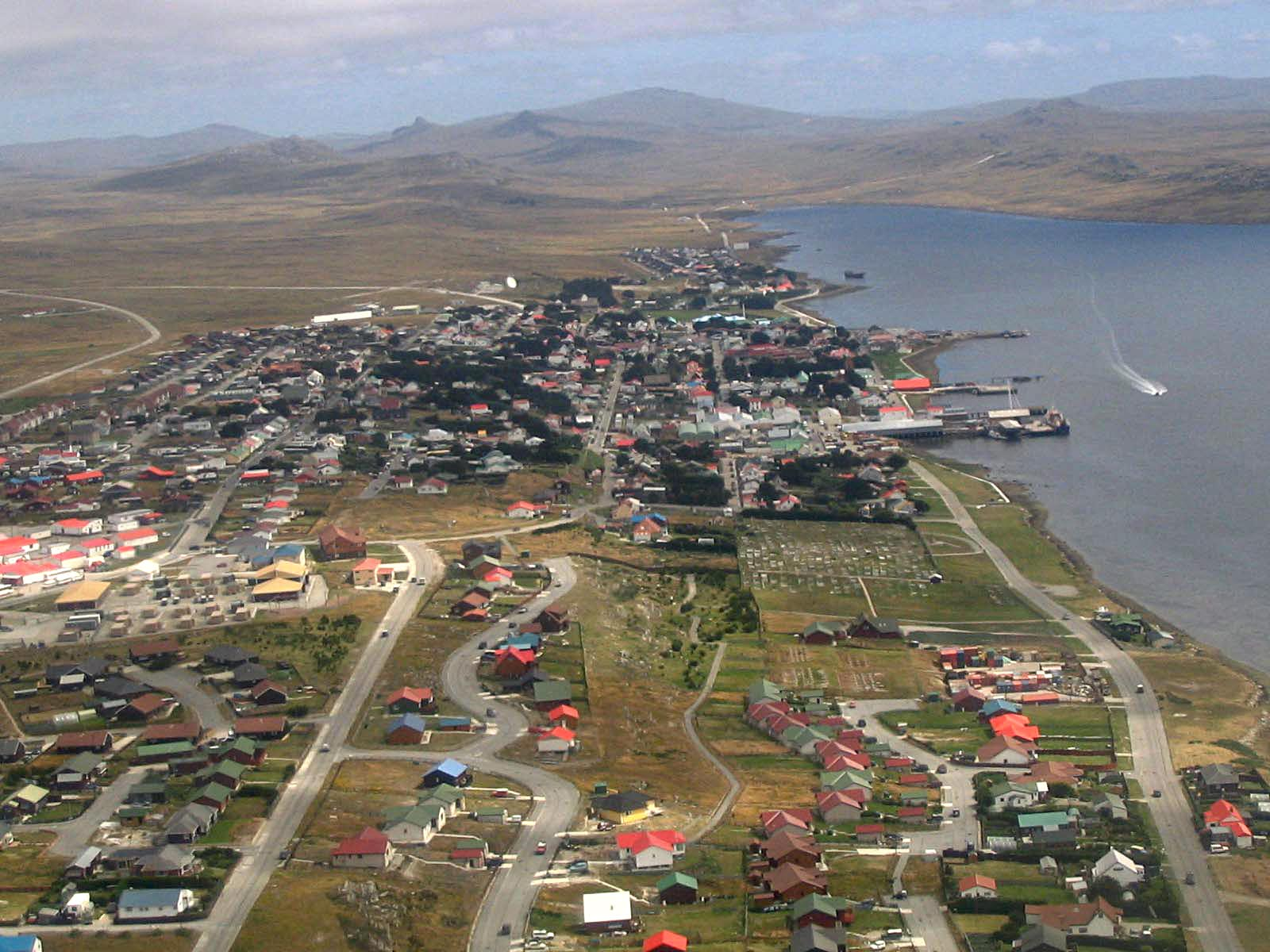
Порт-Сиэнли

Самые крупные населённые пункты Фолклендских островов по количеству жителей (на 15 апреля 2012 г.):
| Название    | Английское название | Испанское название | Остров             | Население |
| ----------- | ------------------- | ------------------ | ------------------ | --------- |
| Стэнли      | Stanley             | Puerto Argentino   | Восточный Фолкленд | 2460      |
| Гус-Грин    | Goose Green         | Pradera del Ganso  | Восточный Фолкленд | 40        |
| Порт-Хауард | Port Howard         | Puerto Mitre       | Западный Фолкленд  | 22        |
| Фокс-Бей    | Fox Bay             | Bahía Fox          | Западный Фолкленд  | 22        |
| Норт-Арм    | North Arm           | Brazo Norte        | Восточный Фолкленд | 20        |
| Хил-Ков     | Hill Cove           | Cerro Cove         | Западный Фолкленд  | 16        |